# 迪克森縣 (內布拉斯加州)
迪克森縣（英語：Dixon County）是美國內布拉斯加州東北部的一個縣，北隔密蘇里河與南達科他州相望。面積1,488平方公里。根據美國2000年人口普查，共有人口10,203人。縣治龐卡（Ponca）。
成立於1855年1月26日。縣名紀念一位早期的殖民者 （其餘生平不詳）。